# Marie Tichá
Marie Tichá (24. května 1935 Zálesí u Neveklova – 13. listopadu 2024) byla česká výtvarnice a ilustrátorka knih pro děti a mládež.

## Ilustrované knihy
- N. Zárubová: Hledej s Bětkou
- O. Krijtová: Kačenčina rukavice,
- J. Žáček: Velryba a pruhované tričko,
- J. Veselá: Dětský čtyřjazyčný slovník 1993,
- Ludvík Středa: Tatínkovy pohádky 1997,
- M. Kratochvíl: Jak chtěl být Honza peciválem 2000,
- E. Petiška: Pohádková čítanka 2002
- J. Žáček: Kolik je v Praze koček,
- V. Fišer: Špalíček hádanek 2002,
- F. Nepil: Strakaté pohádky 2011,
- F. Nepil: Pohádky z pekelce 2012,
- F. Nepil: Makový mužíček 2016,
- E. Petiška: Vypravuje pohádky 1.a 2.díl 2014,
- I. Březinová: O Puclíkovi[3] 2007
- J. Pavlovič: Kluci z mraveniště 2015

## Ocenění
- Zlatá stuha 1997, 1999,
- Výroční cena nakladatelství Albatros 2002,
- Zlatá stuha za celoživotní práci s dětskou knihou 2011.